# Amphipyra berbera
Amphipyra berbera је врста лептира из породице совица (Noctuidae). Распрострањен је широм Европе, укључујући и Русију до Урала.

## Опис
Распон крила им је 47-56 милиметара и код женки је обично већи него код мужјака. Предња крила су им браон боје, док су задња светле бакарне боје. Врста је веома слична врсти Amphipyra pyramidea, али се углавном може разликовати на основу боје доње стране задњих крила: A. pyramidea има бледо обојен централни део, који је контрастно постављен у односу на обод крила, док је врста A. berbera равномерно обојена. A. berbera лети ноћу од јула до септембра и привлачи је светло и шећер. Настањује шумска станишта и ободе шума. 
Ларва се храни дрвећем и жбуњем (види листу испод). Јединка презимљује као јаје. Гусенице еклодирају у рано пролеће, са првим порастом температура. Већ на половини развојног пута постаје уочљив трнолики израштај на осмом абдоминалном сегменту. Основна боја интегумента је јарко зелена, медидорзална линија је нешто шира и беличасте боју, док танке субдорзлане линије делују заталасано, нарочито у пределу израштаја, у ком се секу са медиодорзалном линијом. Основе сета су релативно равне и беле. Спиракулуми су изузетно крупни и оивичени, повезани широком белом латералном траком. Код зрелих гусениуца, нарочито пред улуткавање, зелена боја је блеђа. Срећу се до почетка лета.

## Листа хране
- Граб
- Јасика
- Храст
- Љиљак
- Врба
- Рододендрон
- Липа